# Boduroğlu, Ovacık
Boduroğlu là một xã thuộc huyện Ovacık, tỉnh Karabük, Thổ Nhĩ Kỳ. Dân số thời điểm năm 2010 là 24 người.